# Hoba meteorit

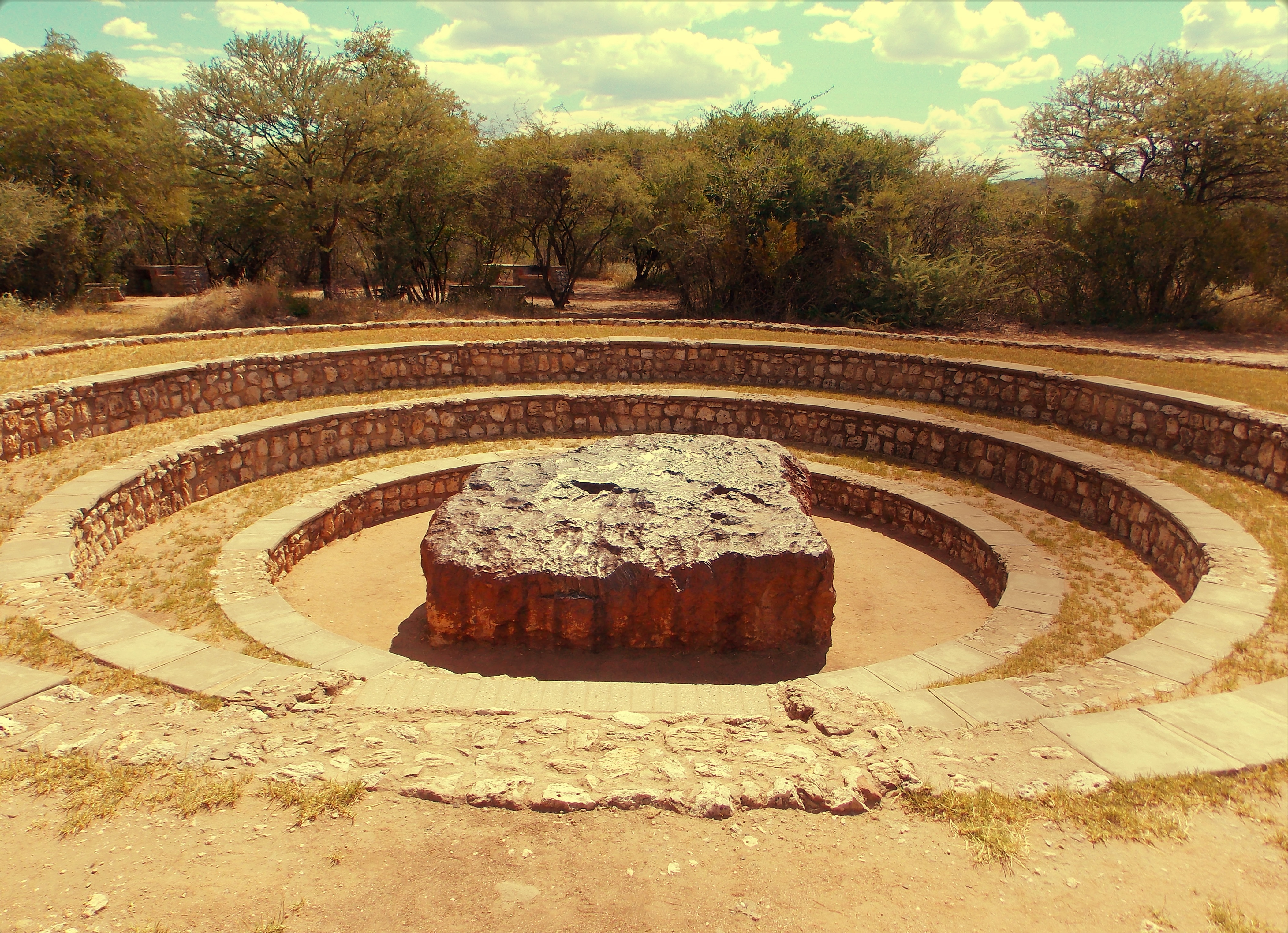
A hoba meteorit napjainkban kiépített helyszíne

A hoba meteorit (ejtsd: huba) a legnagyobb ismert, egy darabból álló meteorit a Földön. Méretei nagyjából 3 × 3 méter hosszúság, 1 m-es vastagság. Valamikor az utóbbi 80 000 évben hullott a Földre. Nagyrészt vasból áll.

## Megtalálása
1920-ban találták meg Namíbiában, Grootfontein közelében, egy farm talajában. Nagy tömege miatt sohasem mozdították el, jelenleg is ezen a helyszínen található. Becsapódásakor nem jött létre becsapódási kráter.

## Leírása
Külseje szokatlan módon nagyjából téglatestnek felel meg. Tömege kezdetben 66 tonna lehetett, ami az erózió, a tudományos mintavételek és a vandalizmus következtében csökkent, manapság nagyjából 60 tonna lehet. Összetétele 84% vas, 16% nikkel, és nyomokban kobalt. Vasmeteoritnak számít.

## Modern története
1955. március 15-én a namíbiai kormány a tulajdonos beleegyezésével nemzeti emlékhellyé nyilvánította. 1987-ben turistacentrumot nyitottak a közelében. Ennek következtében a rongálások megszűntek, napjainkban évente turisták ezrei látogatják.

## Fordítás
- Ez a szócikk részben vagy egészben  a   Hoba meteorite című angol Wikipédia-szócikk fordításán alapul.  Az eredeti cikk szerkesztőit annak laptörténete sorolja fel. Ez a jelzés csupán a megfogalmazás eredetét és a szerzői jogokat jelzi, nem szolgál a cikkben szereplő információk forrásmegjelöléseként.